# Express de Los Angeles
L’Express de Los Angeles (en anglais : Los Angeles Express) était une franchise professionnelle de football américain fondée en 1983 et basée à Los Angeles.

## Historique
L'Express de Los Angeles évolua en United States Football League de 1983 à 1985. Cette formation disputait ses matchs à domicile au Los Angeles Memorial Coliseum.
Les résultats décevants n'attirent pas les foules sur les gradins du Memorial : ils sont 19 002 spectateurs en moyenne par match en 1983, 15 361 en 1984 et 8 415 en 1985. 
Le prolifique quaterback Steve Young avait pourtant été recruté à prix d'or en 1984 avec un contrat à vie de 40 millions de dollars. Sentant le vent tourner pour l'USFL, Young racheta son contrat après la saison 1983 et signa pour la NFL.

## Saison par saison
| Saison | Vic. | Déf. | Nuls | classement         | en play-offs   |
| ------ | ---- | ---- | ---- | ------------------ | -------------- |
| 1983   | 8    | 10   | 0    | USFL 2e Pacifique  | --             |
| 1984   | 10   | 8    | 0    | USFL 1er Pacifique | Demi-finaliste |
| 1985   | 3    | 15   | 0    | USFL 7e Ouest      | --             |